# Omar al-Bašir
General pukovnik Omar Hassan Ahmad al-Bashir (1. siječnja 1944.) bio je sedmi predsjenik Sudana. Na vlasti je došao dana 30. lipnja 1989. godine vojnim udarem u kojem je svrgnut dotadašnji predsjednik Ahmed al-Mirghani.
U srpnju 2008. godine Međunarodni kazneni sud podiže protiv njega optužnicu za genocid i zločine protiv čovječnosti počinjene u Ratu u Darfuru.
Njegovu vladavinu obilježava represija protiv crnačkog i ostalog nemuslimanskog stanovništva.